# Sjönöt

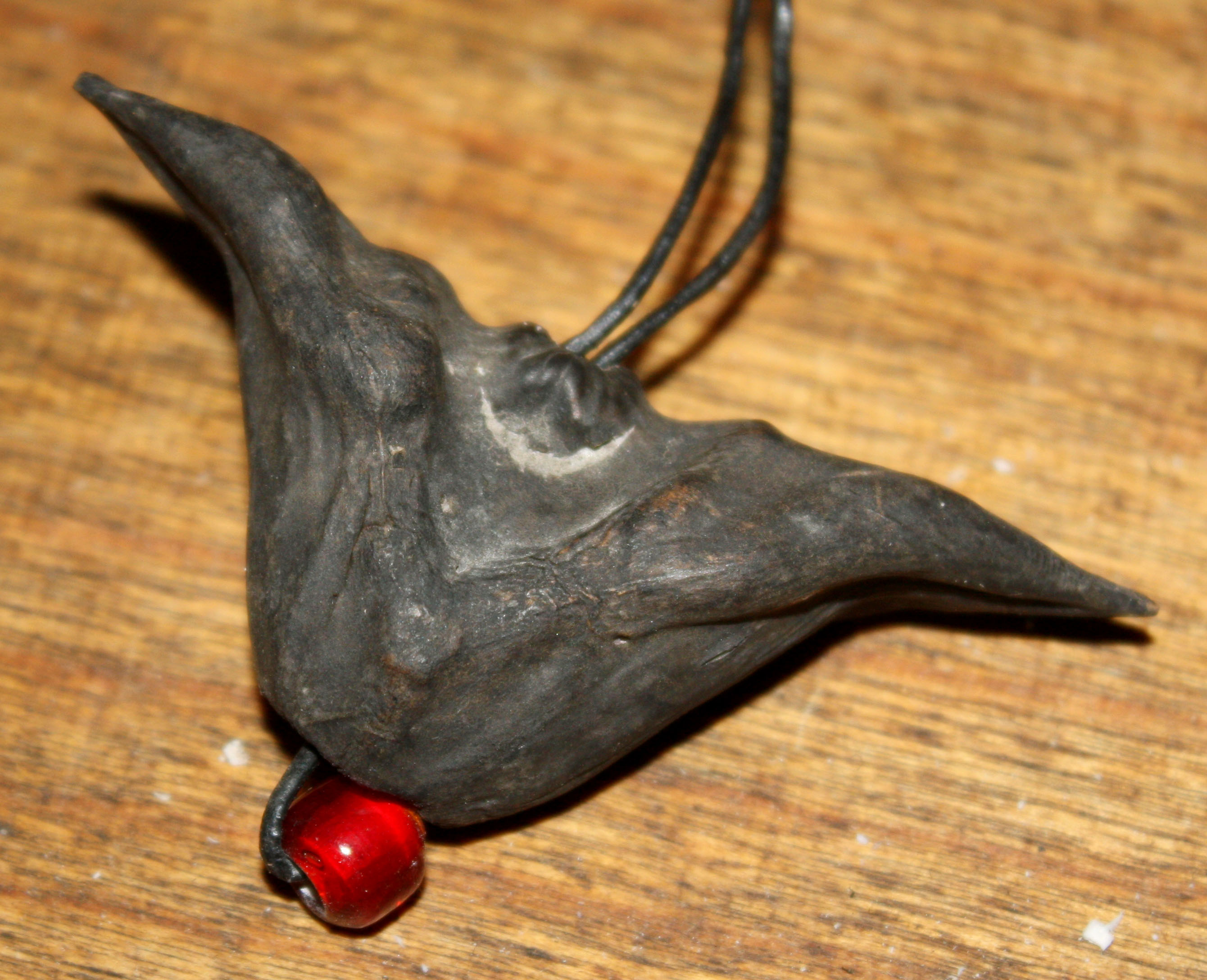
Sjönöt som amulett

Sjönöt (Trapa natans) är en vattenväxt. Dess frukt är ätlig och kallas ibland vattenkastanj. Den är dock inte nära besläktad med växten (kinesisk) vattenkastanj.

## Utseende
Sjönöten har ett ganska säreget utseende och många underliga avvikelser. Den fullväxta plantan är ettårig och består av en lång stjälk, som står upprätt i vattnet och når en längd av omkring en meter. I dess topp sitter bladen och blommorna i en rosett, som hålls flytande genom bladskaftens blåslika uppsvällning. Dessa flytblad har rutformig skiva av mer eller mindre brunröd anstrykning. Stjälken bär dessutom undervattensblad, av vilka de nedersta sitter motsatta och är små, jämnbreda och utan särskilt utbildad skiva, men de övre (som går näst före rosettbladen) sitter strödda och har bladskivor, som allt mer närmar sig de fullt utbildade bladens. Dessa undervattensblad faller av inom kort, och vid deras fästpunkter bildas de hårfint delade vattenrötterna; de består av en uppåtriktad trådrot, som bär talrika fina grenar i tre till fem rader. Slutligen har stjälken även enkla, nedåtriktade trådrötter, som fäster den vid bottnen.

## Livscykel

### Groning
Även växtens groning är mycket speciell. Frukten ligger på bottnen då fröet gror, och först visar sig en lång, smal pålrot, som märkligt nog växer rakt uppåt. Samtidigt ligger hjärtbladen och stjälkanlaget kvar nere i fröet, så att hela groddplantan "står på huvudet". De två hjärtbladen är mycket olika till form och storlek; det ena har ett decimeterlångt skaft och en tjock, köttig, hjärtformig två centimeter låg skiva; det andra är bara ett litet fjäll på en halv centimeter. Då stjälkknoppen mellan hjärtbladen börjar växa ut till stjälk, dör den uppåtriktade pålroten, och i stället får stjälken de två sidorötter som beskrivits ovan.

### Blomning
Blomman innehåller liksom hos Circaea fyra bladkretsar, men var och en av dessa har fyra blad. Frukten blir vid mognaden enfröig och är en stenfrukt, vars yttre mjuka lager (som delvis uppkommit av blomaxeln) snart går förlorat, så att fruktväggens fyra starka hornlika tornar blir fria. Dessa tornar är bildade av de tillväxande och hårdnande foderbladen och sluta med en smal, hullingbärande spets.

## Användning
I södra Europa har frukterna använts till radband, halskedjor med mera. Det stärkelserika fröet, som är av en hasselnöts storlek, kan ätas färskt eller rostat. I de schweiziska pålbyggnaderna har man funnit trapafrukter samlade i stora förråd. Förr i tiden såldes de allmänt i de europeiska apoteken och växten hölls därför odlad, även i södra Sverige. Den är för länge sedan avskaffad som läkemedel då den inte har någon medicinsk effekt.
Den sista platsen i Sverige som sjönöten växte vilt var i Ranviken, sjön Immeln i nordöstra Skåne.